# 尾鷲の雨

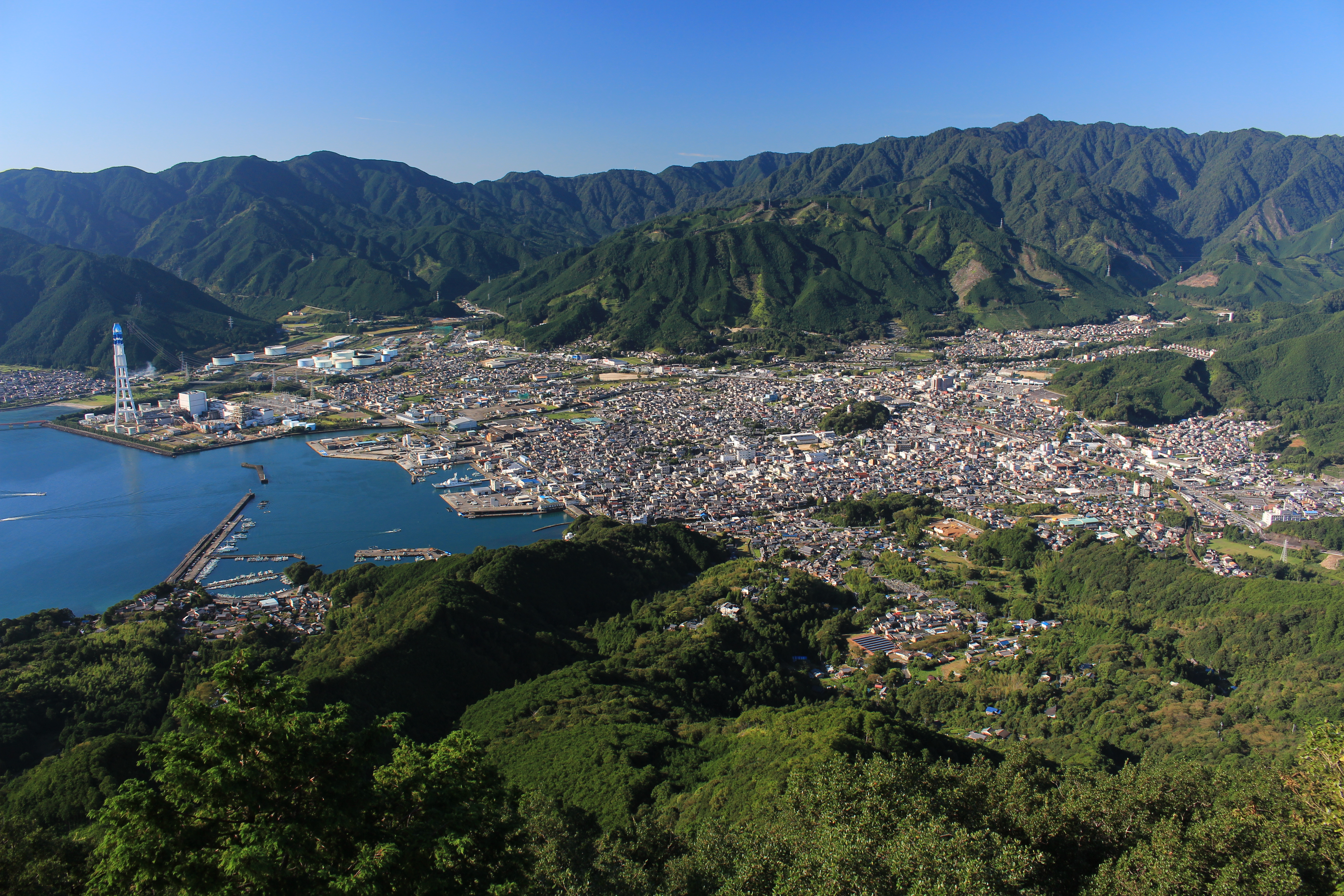
尾鷲の町（2015年）
尾鷲市街は東側（画像左方）が海に面し、三方を山に囲まれている。この独特の地形が多量の降水をもたらす要素となっている。

尾鷲の雨

尾鷲の雨（おわせのあめ）は、一度降り始めると土砂降りになるという特徴があり、年間の降水量は日本の気象官署の中で上位にある。尾鷲に降る雨粒の大きさは飴玉にたとえられ、「上からも下からも降る」ないし「下から降る」と形容されるように非常に激しく降る。降水量の多さから尾鷲市のイメージとして「雨」を挙げる人は多く、中には「尾鷲はいつも雨が降っている」と誤解している人もいる。
本項において「尾鷲」とは、尾鷲特別地域気象観測所のある尾鷲市街およびその背後にある山地、すなわち旧北牟婁郡尾鷲町の領域を指すものとし、市域全体を指す場合は「尾鷲市」と記載する。

## 降雨のメカニズム
尾鷲の降水量は日本国内の気象庁の観測所（気象官署・特別地域気象観測所および地域気象観測所）のなかで、1981年から2010年の平均値で第4位となる3848.8mmである。これは東京（1528.8mm）の約2.5倍に達する。一方で日照時間は日本の平均値とほぼ同じ1946.9時間であり、東京の1876.7時間よりも長い。すなわち一度に降る雨量が非常に多いのである。降水量が比較的少ない甲府と尾鷲を比較すると、尾鷲の降雨量は甲府の3.7倍に達するが、1日の雨量が1㎜以上の日数では尾鷲は甲府の1.4倍と大差がない。しかし1日の雨量が30㎜以上の日数で見ると尾鷲は甲府の5.6倍にもなる。ただし1時間など短時間の雨量を西南日本の他の多雨地域と比較すると、突出して尾鷲が多いわけでもないということが明らかにされている。
尾鷲の主な気候要素は次の通りである。尾鷲の降水量はどの月も東京を何倍も上回っているが、特に台風が接近・通過する夏から秋にかけての時季に降水量が多くなる。
| 尾鷲(1981〜2010)の気候   | 尾鷲(1981〜2010)の気候 | 尾鷲(1981〜2010)の気候 | 尾鷲(1981〜2010)の気候 | 尾鷲(1981〜2010)の気候 | 尾鷲(1981〜2010)の気候 | 尾鷲(1981〜2010)の気候 | 尾鷲(1981〜2010)の気候 | 尾鷲(1981〜2010)の気候 | 尾鷲(1981〜2010)の気候 | 尾鷲(1981〜2010)の気候 | 尾鷲(1981〜2010)の気候 | 尾鷲(1981〜2010)の気候 | 尾鷲(1981〜2010)の気候 |
| 月                       | 1月                    | 2月                    | 3月                    | 4月                    | 5月                    | 6月                    | 7月                    | 8月                    | 9月                    | 10月                   | 11月                   | 12月                   | 年                     |
| ------------------------ | ---------------------- | ---------------------- | ---------------------- | ---------------------- | ---------------------- | ---------------------- | ---------------------- | ---------------------- | ---------------------- | ---------------------- | ---------------------- | ---------------------- | ---------------------- |
| 最高気温記録 °C （°F）   | 21.2 (70.2)            | 27.1 (80.8)            | 26.1 (79)              | 30.3 (86.5)            | 32.6 (90.7)            | 37.3 (99.1)            | 38.0 (100.4)           | 38.4 (101.1)           | 36.6 (97.9)            | 31.2 (88.2)            | 29.8 (85.6)            | 24.3 (75.7)            | 38.4 (101.1)           |
| 平均最高気温 °C （°F）   | 11.8 (53.2)            | 12.0 (53.6)            | 14.9 (58.8)            | 19.4 (66.9)            | 22.8 (73)              | 25.5 (77.9)            | 29.2 (84.6)            | 30.4 (86.7)            | 27.7 (81.9)            | 23.0 (73.4)            | 18.5 (65.3)            | 13.9 (57)              | 20.76 (69.36)          |
| 平均最低気温 °C （°F）   | 1.6 (34.9)             | 2.1 (35.8)             | 4.9 (40.8)             | 9.8 (49.6)             | 14.1 (57.4)            | 18.4 (65.1)            | 22.4 (72.3)            | 23.1 (73.6)            | 20.3 (68.5)            | 14.3 (57.7)            | 8.8 (47.8)             | 3.8 (38.8)             | 11.97 (53.53)          |
| 最低気温記録 °C （°F）   | −6.9 (19.6)            | −6.2 (20.8)            | −5.0 (23)              | −1.9 (28.6)            | 2.8 (37)               | 8.6 (47.5)             | 13.8 (56.8)            | 12.6 (54.7)            | 9.4 (48.9)             | 3.7 (38.7)             | −1.3 (29.7)            | −4.6 (23.7)            | −6.9 (19.6)            |
| 降水量 mm （inch）       | 100.7 (3.965)          | 118.8 (4.677)          | 253.1 (9.965)          | 289.4 (11.394)         | 371.8 (14.638)         | 405.7 (15.972)         | 397.2 (15.638)         | 468.2 (18.433)         | 691.9 (27.24)          | 395.7 (15.579)         | 249.8 (9.835)          | 106.5 (4.193)          | 3,848.8 (151.529)      |
| 平均降水日数 （≥1.0 mm） | 6.0                    | 6.5                    | 10.7                   | 10.1                   | 11.5                   | 14.4                   | 13.1                   | 12.0                   | 13.8                   | 11.1                   | 7.8                    | 5.2                    | 122.2                  |
| % 湿度                   | 60                     | 60                     | 64                     | 68                     | 74                     | 81                     | 82                     | 80                     | 79                     | 75                     | 70                     | 64                     | 71.4                   |
| 平均月間日照時間         | 179.4                  | 168.3                  | 184.0                  | 183.9                  | 173.7                  | 129.5                  | 155.7                  | 175.3                  | 130.5                  | 142.4                  | 151.9                  | 177.9                  | 1,952.5                |
| 出典：気象庁             |                        |                        |                        |                        |                        |                        |                        |                        |                        |                        |                        |                        |                        |

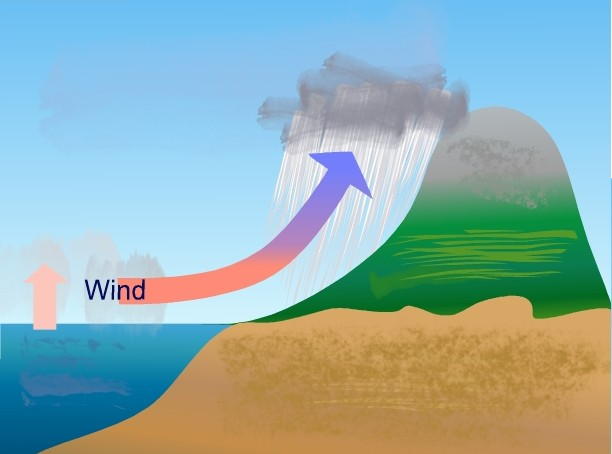
地形性降雨の模式図

尾鷲に多量の降雨をもたらすメカニズムは地形性降雨により説明できる。尾鷲市は熊野灘に面し、沖合には黒潮（日本海流）が流れているため、熊野灘からは1年を通して暖かく湿った空気が供給される。この空気は海風となって尾鷲に吹き付け標高1000m級の紀伊山地に衝突し、斜面に沿って上昇していく。紀伊山地を越える頃には暖かかった空気の塊は5 - 6℃まで低下し、水蒸気が雲を形成する。この雲に熊野灘から続々と暖かな空気が流れ込むことで一気に膨張し、尾鷲に多量の雨をもたらす。尾鷲湾岸から紀伊山地の大台ヶ原山まで14.5kmと近い上、急激に高度が上昇する地形、深く谷が刻まれた地形になっていることが尾鷲に多量の雨をもたらす雲を生成する要因となっている。日本では、南東風が長時間持続するときに地形性降雨が発生する可能性が極めて高いという特徴があり、尾鷲が大台山系の南東に位置することや、東風または南東風が下層で吹くと尾鷲の地形により周辺から空気が集まりやすいことから局地的に雨が降りやすくなるのである。この時に降る雨は対流性の雲によってもたらされ、見かけ上はこの雲に海から来た積乱雲が突入しているようである。しかし実際には、積乱雲の周りにも風の影響で局地的な対流性の雲が継続的に発生する状況が維持されているがために、対流性の雲がその場に停滞しているように見え、そこに積乱雲が突入するように見えるのである。また梅雨・夏季の季節風・台風・秋雨といった日本全国で多雨となる気象条件がさらに尾鷲の降水量を増加させる。台風時の尾鷲は、台風接近とともに大雨が降り始め、通過後も一部影響が残りしばらく雨が続くという降雨の特徴がある。特に台風が尾鷲の西側を通過すると雨が残りやすい。その理由は台風が反時計回りに南の高温多湿な空気を巻き込むためであり、南東を海に面する尾鷲ではごく自然な現象と言える。
尾鷲の雨が地形性降雨であることは、アメダスの観測データからも示唆が得られる。1時間の雨量が10mm以上の時の風向に着目すると、尾鷲では東風（=海側からの風）が吹いている時に最も降雨が多いのに対し、尾鷲近隣の紀伊長島（紀北町）や熊野では東南東からの風が吹いている時に最も降雨が多くなっている。また尾鷲に近接するにもかかわらず、紀伊長島や熊野の年間降水量は尾鷲の半分以下である。このことから尾鷲の微地形が降雨に影響を与えていることが推察される。さらに上空の風向に注目すると、高度1000m以下では北東風・東風の時に尾鷲周辺で降雨が多くなるが、それ以上の高度では北東風の時に尾鷲の降雨が多いという特徴が薄れる。以上から尾鷲の雨には紀伊山地のほか、尾鷲市街の南に控える高峰山（1045m）や八鬼山（627m）などの山岳が影響を与えていることが示唆される。
武田喬男らの研究によると、南東風が吹く時の尾鷲の地形性降雨には2種類のパターンがあり、1つは山側（内陸側）に降水量の最大値が来るタイプ、もう1つは尾鷲などの沿岸部に降水量の最大値が来るタイプである。南東風がより強い時に前者となる傾向がある。
以上のような解説がなされる一方で、地形による降水量の増幅過程は複雑であり未解明の部分が多く、南西風が強く吹く場合でも集中豪雨は起きることから、更なる研究の深化が待たれている。

## 雨と市民生活
尾鷲市民は一般に雨に慣れているとされる。他の地域の人々が「雨が降ってきた」と騒ぎ出すくらいの降り方では尾鷲市民は「小雨」としか認識しない。実際に気象庁の定める気象警報の1つ「大雨警報」の基準は、同じ三重県の四日市では3時間の雨量が110mm以上であるのに対し、尾鷲では210mm以上となっており、四日市の倍近く降らなければ尾鷲では大雨警報が発令されない。このため、周辺市町の学校では大雨により休校となっていたのに、尾鷲の子供たちだけは通学していた、という逸話も存在する。
多量の降雨があっても、尾鷲市街は隆起扇状地三角州の上に展開するため、中川や矢の川などの市街を流れる河川が氾濫することはめったにない。例えば、尾鷲測候所が1日の降水量の最高を記録した1968年（昭和43年）9月26日には806.0mmもの雨が降った（第3宮古島台風の影響）が、市街地北部の北川で濁流により河床が深く掘られた程度で市街地への浸水はなく、市民も一向に驚かなかったと伝えられる。24時間雨量が500㎜を超えるような豪雨があると、北海道や東北地方では多数の斜面災害をもたらすが、尾鷲では10年に1回の割合でこの程度の雨がある。ところが斜面災害の発生確率はこれよりも低く、降雨に対する「慣れ」によって地盤構造などの素因が変化していると考えられる。しかし1960年（昭和35年）10月7日の停滞前線に伴う集中豪雨は例外で、降り始めからの雨量が600mmを超えたことと満潮時刻が重なったことが原因で河川が氾濫し、死者・行方不明者2名、負傷者3名、家屋の流失・全半壊22世帯、床上浸水891世帯という被害を出している。また田畑はこの隆起扇状地三角州上ではないため、これらの河川によって江戸時代以来氾濫の被害を被ってきた。
市民は尾鷲の雨を「上からも下からも降る」または「下から降る」と表現する。雨の降り方があまりにも激しいため、地面から跳ね返る雨水も降雨と同じくらいの衝撃があるという意味である。夜間に尾鷲の雨を体験した宿泊客の中には、「雨がうるさすぎて眠れなかった」と感想を漏らす人もいるという。また「弁当忘れても傘忘れるな」ということわざがある。この言葉には、晴天の日でも突然雨が降り出すことがあるので油断してはならないという教訓が込められている。尾鷲市の児童は小学校の入学時に全員が1本の置き傘を配られ、急な雨に備えている。地域おこし協力隊員として尾鷲市に赴任した人物は、着任早々に市職員から長靴の購入を勧められたという経験をウェブサイトで綴っている。
通常の傘では尾鷲の雨の激しさに負けて壊れてしまうことがある。そこで尾鷲の強烈な雨に耐えうるよう、一般的な傘よりも骨の数を多くした「尾鷲傘」が特産品として作られてきた。尾鷲傘は明治創業の傘店・河合屋が考案したもので、骨の数は通常12本と一般的な傘の2倍もあり、傘に張る布も厚手で丈夫なものが用いられる。しかし伝統的な製法の尾鷲傘は、職人がいなくなってしまったため生産が停止している。
尾鷲の雨は地域の産業に好影響も与えている。市内で盛んな林業は豊富な降水量と長い日照時間が森林の生育に適しているという自然要因があり、特にスギとヒノキは尾鷲材（尾鷲杉・尾鷲ヒノキ）と呼ばれる良質材に加工される。ただし木を伐採すると急速に土壌侵食が進むため、尾鷲の人々は計画的に植林しながら森林と林業を維持してきた。また豊富な水力を活用し、又口川に建設されたクチスボダムでは水力発電が行われている。林業と並ぶ尾鷲市の基幹産業である漁業にも好影響を与えるという説があるが、確証は得られていない。

## 文化

### 尾鷲のイメージ

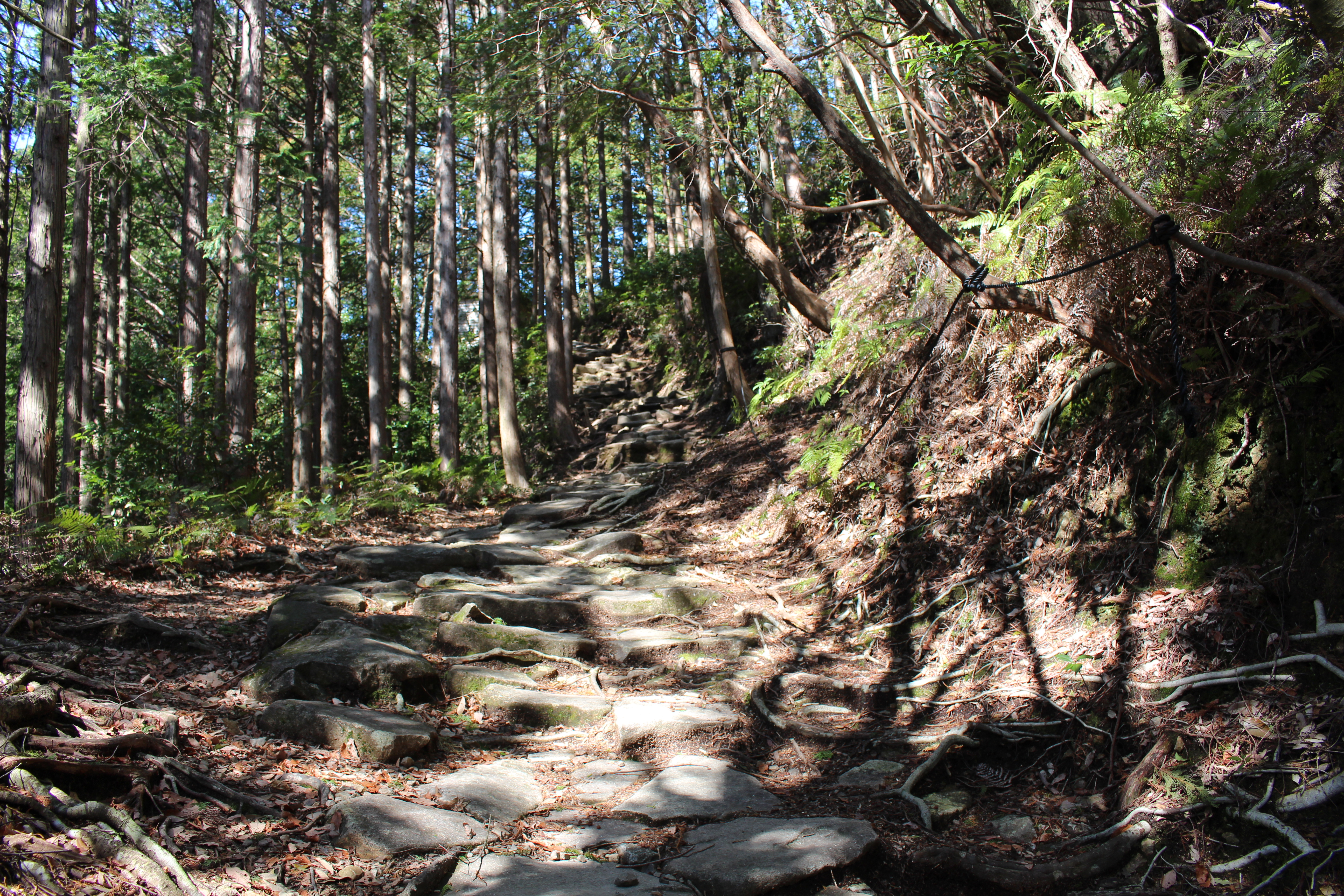
馬越峠道
豪雨に耐えられるよう、画像に写っている江戸時代の石畳の下に鎌倉時代から室町時代の石畳が二重・三重に敷かれている。

「尾鷲は雨の多い街」というイメージが先行しがちであるため、尾鷲市に出張などで訪れるビジネスマンからは、偶然訪れた日に雨が降っていると「尾鷲はいつも雨」という印象を持たれやすい。また馬越峠など市内の熊野古道伊勢路の案内資料には「雨天時は（石畳が）滑るので注意」という文言が添えられていることが多く、日本列島に台風が接近した際に尾鷲から中継が行われることが多いため、「雨が多い」というイメージを助長している。三重県の小中学校では社会科の授業で尾鷲の降水量が日本有数であることを学習するため、尾鷲市のイメージとして「雨」と即答するのは半ば常識と化している。しかし実際には雨の日数が多いというわけではなく、尾鷲の住民も「それほど降らない」という認識を持っている。先述の通り、日照時間は日本の平均値とほぼ同じであり、1度に降る雨量が多いだけで、降水日数は多くない。ただし、同じ三重県の津と比較すると、平均で月に2日ほど津よりも尾鷲のほうが雨天日が多い。なお、江戸時代後期には尾鷲で雨乞いが行われたという記録が残っている。
雨の多さは人々に畏敬の念を抱かせ、尾鷲を含む熊野地方に「死者の地＝あの世」のイメージを付与した。同じ三重県の伊勢が温和な気候の下で純粋な神道の聖地として「生者の地＝この世」のイメージと結び付けられたのとは対照的である。雨の多さは森林を育て、山深いことから古代人に「闇」が強く意識されたのであった。記紀では熊野地方はイザナミが葬られた地とされ、伊勢とは違い仏教を積極的に受容したことから、「あの世」のイメージは強化された。

### 雨をモチーフとした商品
尾鷲駅付近で営業する菓子店「かし熊」では、飴玉のように大粒の尾鷲の雨にちなんだ「おわせの雨玉」という飴を生産・販売している。同店の4代目店主が1980年代に考案したもので、直径3cm以上ある大きな飴が15個ほど入った商品となっている。
また、尾鷲の雨をテーマとした店もある。「CONCEPT」という店の中で展開する「レインショップ OWASEYA」がそれである。OWASEYAは傘やレインブーツなど雨の日に使えるおしゃれな商品を多数取り扱っている。